# Светек, Лев
Лев «Зорин» Светек (словен. Lev "Zorin" Svetek; 15 февраля 1914, Логатец — 24 января 2005, Сежана) — словенский юрист и преподаватель, один из поэтов-песенников Народно-освободительной армии Югославии.

## Биография
Родился 15 февраля 1914 года в Горни-Логатце, второй сын местного чиновника Райко Светека и Драги Гартнер; племянник Антона Светека. Учился в начальной школе в 1920—1924 годах в люблянском районе Шишка и гимназии в 1924—1932 годах в Ново-Место, а также консерватории. Изучал в 1932—1937 годах в Люблянском университете право, окончил юридический факультет и получил в 1938 году степень доктора права. С 1938 по 1941 годы занимался юридической практикой. Помимо юридической деятельности, увлекался и спортом: был скаутом, альпинистом и пловцом, совершал путешествия по Иллирии и покорял Каминские Альпы. Также был известен как поэт и певец, исполнял в академическом хоре Франце Маролта.
С 1941 по 1943 годы Лев Светек проходил курсы повышения квалификации, в декабре 1941 года выступил с концертом академического хора Люблянского университета. 9 сентября 1943 года после капитуляции Италии официально вступил в народно-освободительное движение в Словении, был известен под псевдонимом «Зорин». Занимал должность политрука в батальоне 10-й Люблянской бригады, члена военно-полевого суда при штабе 9-го словенского армейского корпуса, адвоката окружного суда Центрального Приморья, председателя окружного суда Западного Приморья. Светек участвовал в боях на Иловой горе и в Горском-Котаре. Конец войны встретил в Триесте, после чего уехал в Белград.
В послевоенные годы Светек стал инструктором по социальной политике при новой союзной власти, в Белграде он встретил свою жену. По возвращении в 1946 году в Любляну он стал доцентом кафедры трудового права на юридическом факультете Люблянского университета и планировал стать профессором, однако был обвинён в работе на Совинформбюро и 20 февраля 1949 года уволен. Некоторое время содержался в тюрьме на Голи-Отоке. В 1950—1952 годах старший сотрудник по правовым вопросам министров труда и социальной политики СР Словении. С 1952 года советник по юридическим вопросам при Республиканском институте социального страхования. На пенсии с 1984 года.
Светек является автором пяти стихотворений, опубликованных в книге «Песни наших борцов», цикла 10 партизанских песен «Картины из Словенской Венеции»; публиковал песни и свои воспоминания о партизанской жизни в журналах «LdP», «Matajur», «PDk», «SPor». Одной из известных песен является «Vstala Primorska», написанная в феврале 1944 года на Крижне-Горе, ставшая неофициальным гимном Словенского Приморья и символом борьбы словенских партизан против итальянских оккупантов. Автор более 90 научных работ по тематике трудового права и социального страхования в различных журналах.
Скончался после непродолжительной, но тяжёлой болезни 24 января 2005 года в Сежане, не дожив несколько недель до своего 91-летия.